# Tin Pan Alley Cats
Pour plus de détails, voir Fiche technique et Distribution.
Tin Pan Alley Cats est un film américain d'animation réalisé par Bob Clampett, sorti en 1943.
Produit par Leon Schlesinger et distribué par Warner Bros., ce cartoon fait partie de la série Merrie Melodies.

## Synopsis
Un chat, qui se dirige la nuit tombée vers un club de jazz dans une ville, est arrêté par un prêcheur qui le prévient de ne pas aller dans ce « lieu de perdition ». Il entre néanmoins dans le club et se laisse porter par la musique, au point de rêver et de cauchemarder.      

## Fiche technique
- Réalisation : Bob Clampett
- Scénario : Warren Foster
- Production : Leon Schlesinger Studios
- Musique originale : Carl W. Stalling
- Montage et technicien du son : Treg Brown (non crédité)
- Durée : 7 minutes
- Pays : États-Unis
- Langue : anglais
- Distribution : 1943 : Warner Bros. Pictures
- Format : 1,37 :1 Technicolor Mono
- Date de sortie : 
  - États-Unis : 17 juillet 1943

## Voix originales
- Mel Blanc : Giant Lips / Rubber Band / Hitler / Cat (voix)